# Robert Clive

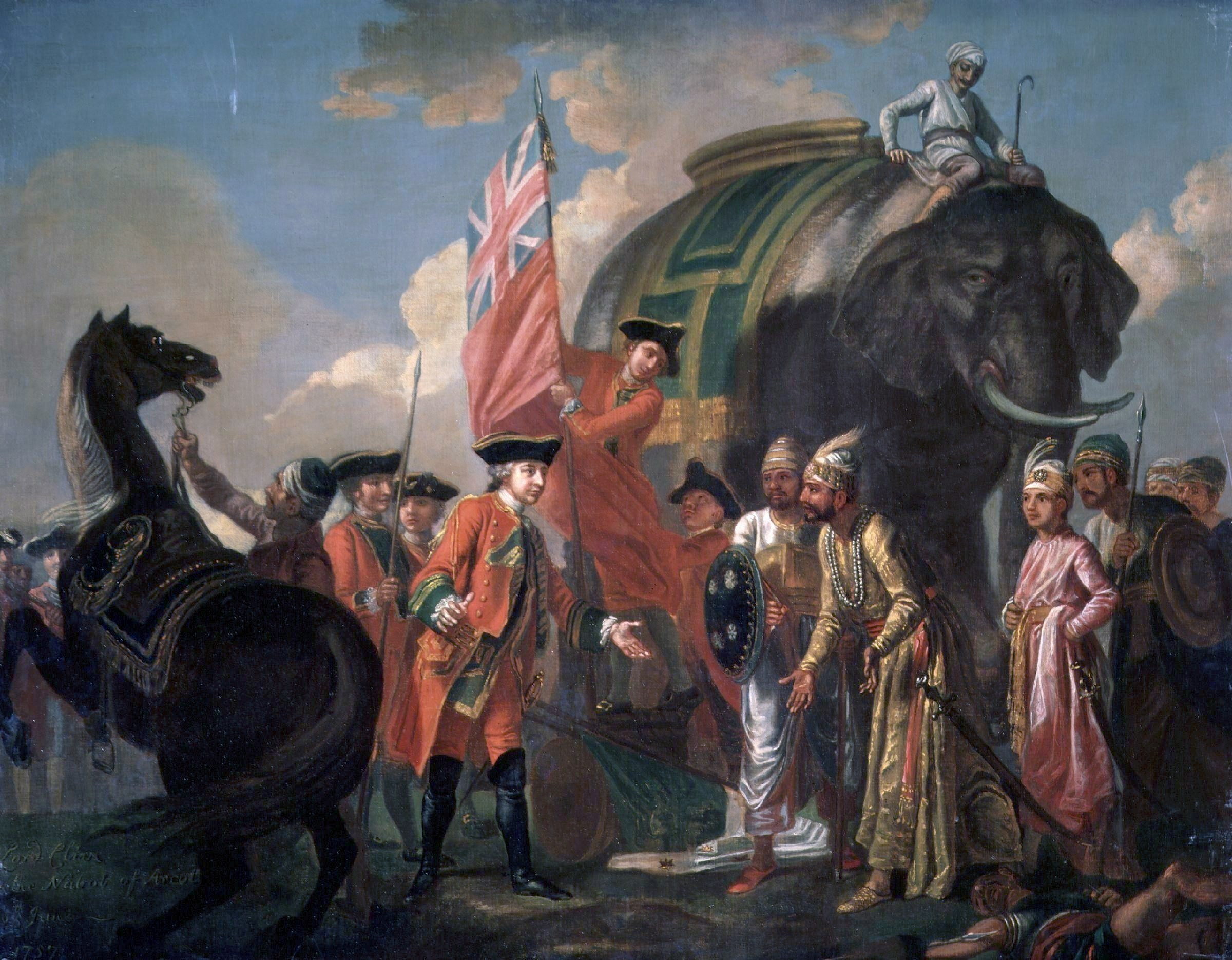
Obraz „Lord Clive spotyka się z Mirem Jaffarem po bitwie pod Plassey” pędzla Francisa Haymana (ok. 1762)

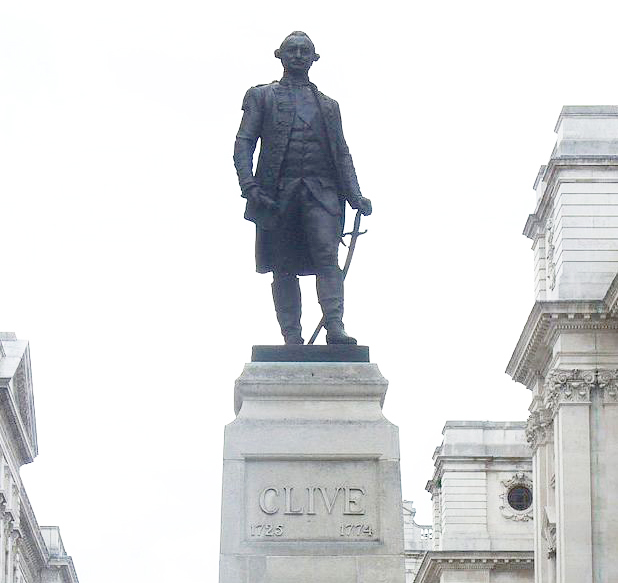
Pomnik Lorda Clive’a w Londynie

Robert Clive, pierwszy baron Clive of Plassey (ur. 29 września 1725, zm. 22 listopada 1774) – brytyjski arystokrata, jeden z twórców kolonializmu brytyjskiego w Indiach, dzięki zwycięstwom nad wojskami francuskimi i bengalskimi. W 1757 roku odniósł zwycięstwo nad armią nababa Bengalu pod Plassey. W latach 1765–1767 był gubernatorem Bengalu. Oskarżony o oszustwa, popełnił samobójstwo.